# 欧文·贾菲
欧文·贾菲（英語：Irving Jaffee，1906年9月15日—1981年3月20日），美国前男子速度滑冰运动员。他曾代表美国获得1932年冬季奥运会速度滑冰比赛男子5000米和10000米金牌。他于1981年在加利福尼亞州聖地牙哥去世。